# Air Tindi

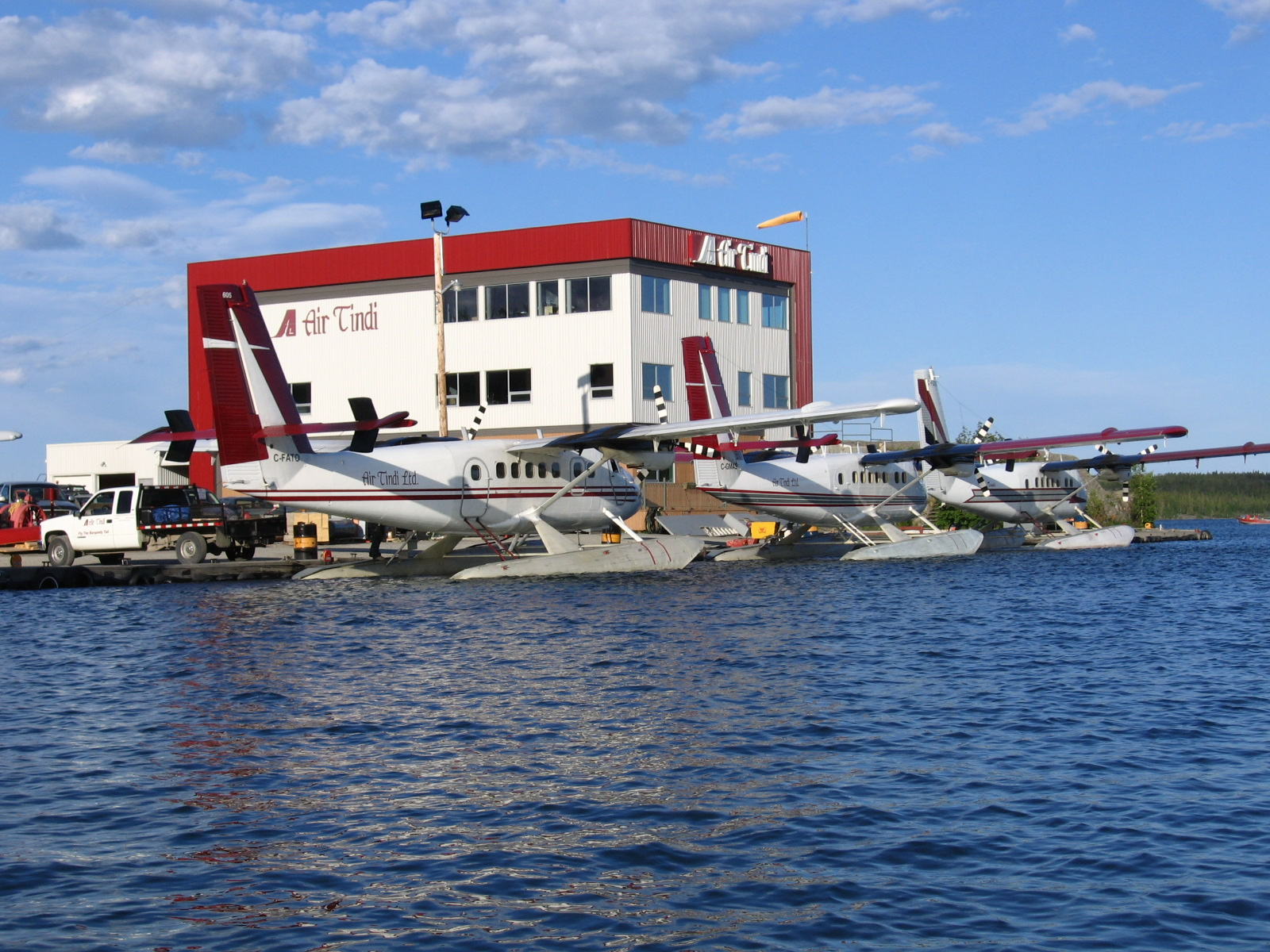
Vue de trois avions Air Tindi à Yellowknife

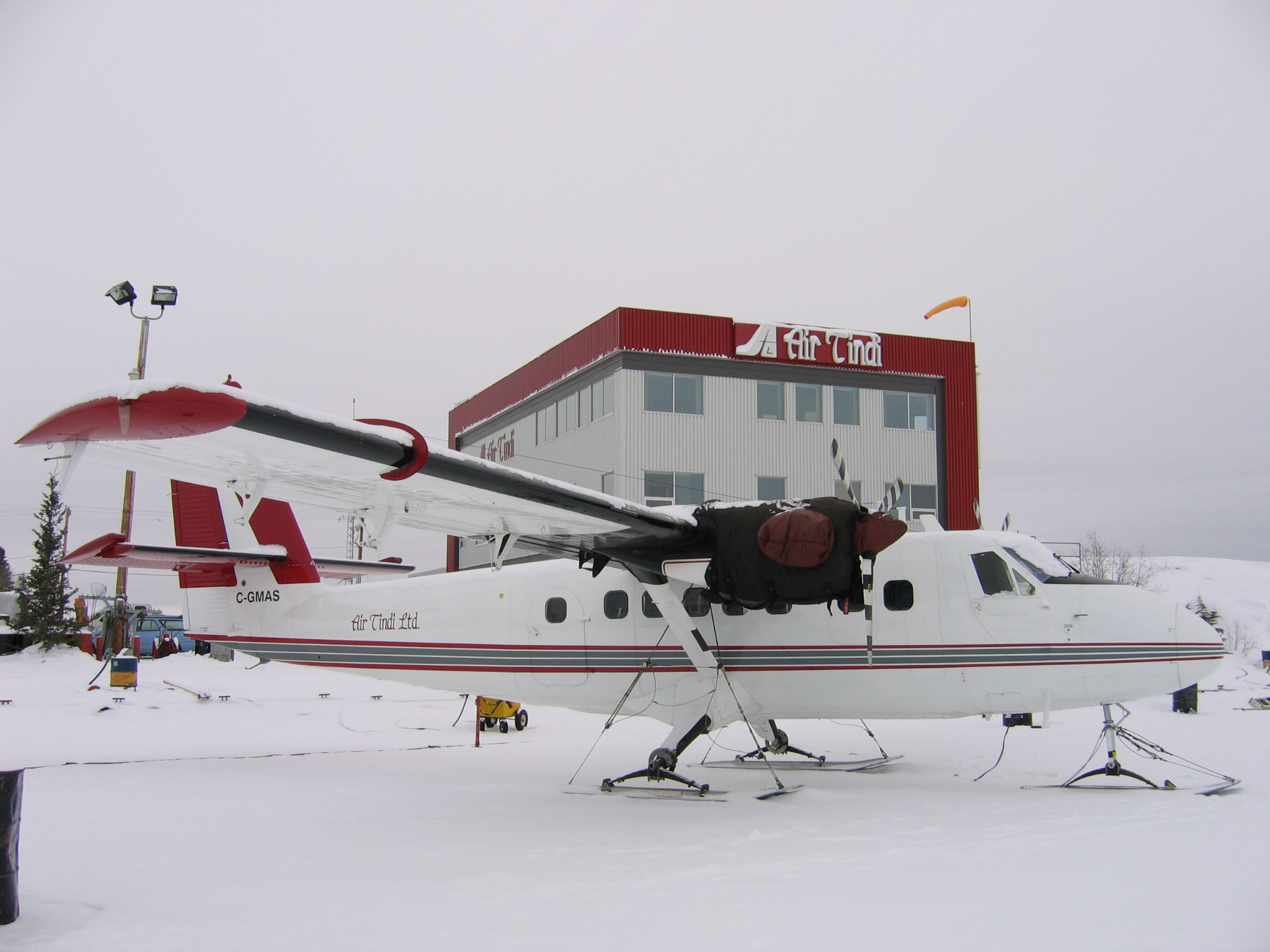
Avion Air Tindi opérant en hiver

Air Tindi est une compagnie aérienne basée à Yellowknife, dans les Territoires du Nord-Ouest , au Canada. Appartenant désormais à Discovery Air, la compagnie offre des vols réguliers et charter planifiés ou sur demande. Sa base principale est l'Aéroport de Yellowknife.
Le nom Tindi signifie « le grand lac » ou « Grand lac des Esclaves » dans la langue tłı̨chǫ.

## Histoire
La compagnie était précédemment la propriété de la famille Arychuk; elle était présidée par Peter Arychuk.

## Flotte
En mars 2018, Air Tindi opérait les 22 aéronefs suivants selon le registre de Transport Canada: